# Batalha de Lutsk-Brody-Rovno

Caminho da 11.ª Divisão Panzer durante a Batalha de Brody.

Batalha de Brody (também conhecida  como Batalha de Dubna, Batalha de Dubno, Batalha de Rovne, Batalha de Rovne-Brody ou Batalha de Lutsk-Brody-Rovno) foi uma batalha de tanques entre o 1.º Grupo Panzer do III Corpo de Exército Alemão e o XXXXVIII Corpo Panzer e cinco corpos mecanizados do 5º e 6º Exército Soviético no triângulo formado pelas cidades Dubno, Lutsk e Brody entre 23 e 30 de junho de 1941. É conhecido na historiografia soviética como parte das “batalhas defensivas da fronteira”. Embora as formações do Exército Vermelho tenham sofrido grandes perdas nas forças alemãs, foram superadas e sofreram enormes prejuízos nos tanques. A má logística soviética, a supremacia aérea alemã, bem como uma queda total no comando e no controle do Exército Vermelho garantiram a vitória da Wehrmacht, apesar da enorme superioridade numérica e tecnológica do Exército Vermelho.
Este foi um dos embates entre blindados mais intensos na fase de abertura da Operação Barbarossa e a considerado a maior batalha de tanques da Segunda Guerra Mundial, superando a mais famosa Batalha de Prokhorovka.